# Johannes Ignatius Ruysch
Johannes Ignatius Ruysch, ook Joannes  Ruis en geboren als Johannes Ruysch (Utrecht, voor 1607 - Amsterdam, 25 december 1680), was een zeventiende-eeuws Nederlands priester.

## Jeugd en bekering
Johannes Ruysch werd voor 1607 geboren in een Nederduits Gereformeerd Utrechts gezin. Hij was aanvankelijk advocaat in Utrecht en behaalde de graad van licentiaat in de beide rechten (burgerlijk en kerkelijk recht). Rond 1650 bekeerde Ruysch zich tot het katholicisme. De gereformeerde kerkenraad besprak Johannes' afvalligheid uitgebreid. Volgens de notulen van de kerkenraad hield Johannes vol dat hij zijn ‘conscientie’ volgde. De kerkenraad besloot om de gemeente tijdens de preek te informeren dat een lidmaat van de kerk had besloten over te gaan tot het katholicisme, zonder zijn naam bekend te maken. Na aanhoudende protesten, werd Ruysch' naam alsnog geopenbaard op zondag 20 april 1651. 
Een dag later werd in de notulen van de kerkenraad opgenomen dat Johannes' oom burgemeester Frederik Ruysch (niet te verwarren met de gelijknamige anatoom en botanicus) al eerder contact had opgenomen met de kerkenraad, om duidelijk te maken dat de afvallige niet zijn zoon is, maar die van Nicolaes Ruysch. Op deze manier nam Frederik duidelijk afstand van zijn bekeerde neef, hoewel hij privé wel degelijk vriendschappen onderhield met vooraanstaande katholieken.
De kerkenraad bleef nog enige tijd proberen om Johannes Ruysch op andere gedachten te brengen, maar uiteindelijk werd op op 20 september 1651 besloten om hem te excommuniceren. Op 22 september werd in de notulen genoteerd dat hij een dag eerder formeel van de gemeente was afgesneden.

## Priesterschap
Zijn bekering bleek oprecht, want hij begon aan een studie katholieke theologie en werd in 1656 te Rotterdam gewijd tot  seculier priester, waarbij hij zijn naam wijzigde in Johannes Ignatius Ruysch. Na zijn priesterwijding werkte Ruysch onder pastoor Johannes van Heumen in Rotterdam waarbij hij, als rondreizend priester, onder andere verantwoordelijk werd voor de zielenheil van de katholieken in Zegwaart en Zoetermeer. 
In 1658 werd hij officieel aangesteld als pastoor in een deel van de parochie Stompwijk, nadat zijn voorganger Christiaan Vermeulen was gearresteerd en verbannen. Vermeulen uitte echter kritiek op Ruysch en vond hem niet geschikt als opvolger.
Na zijn tijd in Stompwijk werd Ruysch in 1659 overgeplaatst naar Ankeveen.
Tijdens de Hollandse Oorlog werd de vrije uitoefening van de katholieke godsdienst door de Franse bezetters toegestaan en Ruysch werd in 1672 aangesteld als foro sacro judicem (kerkelijk rechter) van de vicaris in Utrecht, Johannes van Neercassel. In deze hoedanigheid trad hij op in Hilversum. Toen de troepen van de Franse koning Lodewijk XIV zich in 1673 terugtrokken, verviel zijn functie en was hij zonder standplaats.
In 1676 werd Ruysch benoemd tot pastoor van de statie in de Vinkenstraat te Amsterdam, als opvolger van Henricus Croock. Hij bleef deze functie bekleden tot zijn overlijden op 25 december 1680. Ruysch werd op 31 december begraven in de Nieuwe Kerk te Amsterdam.